# Kartoffelpuffer
El Kartoffelpuffer (denominado también: zemiaková placka, zemiaková babka, bramborák, Kartófen, Reibekuchen, Reibeplätzchen, Kartoffelpfannkuchen, regional Rievkooche, Schepperlinge, Kröbbelche, Hatscheln, Baggers, Klitscher, Fratzen, Bambis, Reiberdatschi, Pickat, Dätscher, Draniki, Dotsch, Pratsch, Krumber Schnietchen o Pratschen) es un plato tradicional de Eslovaquia (zemiaková babka, placka), de la cocina alemana, de la República Checa, de Austria, de Polonia y de otros países de Europa Oriental. En Bielorrusia, y también en Rusia, se conocen como drániki.
El platillo consiste en panqueques fritos de papas ralladas, matzá o harina con un aglutinante como huevo o compota de manzana, a menudo aromatizado con ajo o cebolla picados y condimentos. Se le suele acompañar con crema ácida, queso cottage, compota de manzana o azúcar, o pueden ser servidos solos. A veces se prepara con puré de papas para conformar croquetas con forma de panqueque. A veces se prepara una variante con batatas.

## Ingredientes
Las Kartoffelpuffer se componen principalmente de patatas, que primero se pelan y luego se rallan y según cada receta pueden llevar los siguientes ingredientes: huevos, harina, cebolla, panceta, queso Magerquark, suero de leche, levadura, sal, pimienta, mejorana. Se mezcla todo ello y cada porción se fríe en grasa caliente con forma de tortillitas calientes.
Cada región tiene sus propias variantes de este popular plato bien sean dulces o saladas. Es conocido la Zemiaková placka o Zemiaková babka en Eslovaquia y Bramborák en la República checa. Son salados y contienen patata rallada, huevo, cebolla rallada, ajo rallado, mejorana, pimienta negra molida y sal. La misma masa se utiliza como rebozado de Čiernohorský rezeň (Schnitzel Montenegro). En algunos sitios añaden harina, pero la consistencia crujiente se pierde por completo. Así lo hacen los restaurantes para reducir el gasto y el trabajo. Pero el resultado es diferente, lleno de grasa y poco apetecible. 
El Puffer con puré de manzana (Apfelmus) o con azúcar. En la comarca del Bergisches Land y de Rheinland se sirve encima de un pan negro y se unta con almíbar o Apfelkraut (almíbar de manzana). Una variante moderna lleva como acompañamiento salmón ahumado y Meerettichsoße (pasta de rábano picante). 
En la gastronomía del Rin se suele comer el viernes de Pascua como un plato sin contenido cárnico y se conoce como el Reibekuchentag (el día de pastel rallado). Se suelen comer este tipo de tortillas también en los mercados de Navidad de la zona, y existen fiestas dedicadas a la patata (Kartoffelfeste) en las que puede comerse con abundancia, tales como las de las ciudades de Kottenheim y Schlettau.
Hacia el final y después de la Segunda Guerra Mundial se hizo popular una receta del Kartoffelpuffer en la que se metía en vinagre y se conservaba como el Brathering (arenque asado).